# قاسملی، گدابیگ
قاسملی (به لاتین: Qasımlı) یک منطقه مسکونی در جمهوری آذربایجان است که در شهرستان گدابیگ و در دهیاری اینک‌بوغان واقع شده‌است.